# Wiekowice
Wiekowice [pronunciación en polaco: /vjɛkɔˈvit͡sɛ/] (anteriormente alemán Wieck; para no ser confundido con el pueblo actualmente llamado Wieck) es un pueblo ubicado en el distrito administrativo de Gmina Darłowo, dentro del condado de Sławno, voivodato de Pomerania Occidental, en el norte de Polonia Occidental. Se encuentra aproximadamente a 14 kilómetros al sur de Darłowo, a 23 kilómetros al oeste de Sławno, y a 153 kilómetros al noreste de la capital regional Szczecin.
Antes de 1945, el área fue parte de Alemania. Para la historia de la región, vea Historia de Pomerania.
El pueblo tiene una población de 460 habitantes.